# Ommatius praestigiatus
Ommatius praestigiatus là một loài ruồi trong họ Asilidae. Ommatius praestigiatus được Scarbrough miêu tả năm 1990. Loài này phân bố ở vùng Tân nhiệt đới.